# Grindelia andina
Grindelia andina là một loài thực vật có hoa trong họ Cúc. Loài này được (Phil.) Phil. mô tả khoa học đầu tiên.